# Rocky Mountains Forest Reserve
Die Rocky Mountains Forest Reserve ist ein Schutzgebiet in Alberta am Osthang der Rocky Mountains.
Das 1910 geschaffene Gebiet erlaubt im Gegensatz zu den Nationalparks die wirtschaftliche Nutzung durch Holzeinschlag und Jagd.
1911 und 1913 wurde das Gebiet vergrößert, 1914 und 1917 wurden Gebiete an den Jasper-Nationalpark und den Rocky Mountains Park abgegeben. Die Größe schwankte weiter durch Vergrößerung 1924 und die Abgabe von Gebieten an den Jasper-Nationalpark 1927 und an beide Nationalparks 1930.
Die Rocky Mountains Forest Reserve besteht heute aus drei Teilen, die durch den Crowsnest Highway (Canada Highway 3) und den Alberta Highway 22 voneinander getrennt werden.
Der südlichste Teil schließt sich direkt an den Waterton Lakes Nationalpark an, er umfasst das Tal des Castle River und reicht bis nahe an den Crowsnest Highway. Ein weiteres, kleines Gebiet liegt östlich des Highway 22 im Gebiet von Kananaskis. 
Der größte Teil des Schutzgebiets erstreckt sich entlang der Grenze zu British Columbia beziehungsweise der Ostgrenze der kanadischen Nationalparks in den Rocky Mountains.